# Света Петка (Косинец)
Вижте пояснителната страница за други значения на Света Параскева.
„Света Петка“ или „Света Параскева“ (на гръцки: Αγίας Παρασκευής) е възрожденска православна църква в костурското село Косинец (Йеропиги), Егейска Македония, Гърция. Храмът е част от Костурската епархия.

## Местоположение
Храмът е разположен в северната част на селото.

## История
Църквата е построена в 1867 година на място, където според легендата пастир открива чудотворна икона на света Петка. Храмът е уникално произведение на църковната западномакедонска архитектура. Църквата с чешмата Кланца е единствената оцеляла сграда след пълното разрушаване на селото през 1949 година. След заселване на власи през 1957 година в селото, е пристроена камбанария в характерен гръцки стил.